# Sedes (zespół muzyczny)
Sedes – polski zespół punkowy.

## Historia grupy
Powstał w 1980 we wrocławskiej dzielnicy Krzyki. Jego założycielami byli: wokalista Jan „Młody” Siepiela, gitarzysta Adam „Kucharz” Zalewski (wcześniej grający na perkusji w zespole Zwłoki), perkusista Mariusz „Kajtek” Janiak oraz grający na gitarze basowej „Kufel”. Ten ostatni wkrótce opuścił zespół, a jego funkcję przejął „Młody”. Jako trio zespół zaczął grać koncerty biorąc udział m.in. w przeglądzie „Muzyczny Start” we wrocławskim Parku Południowym.
W 1982 grupa po raz pierwszy wzięła udział w festiwalu w Jarocinie. Rok później podczas jej występu na jarocińskiej „Dużej Scenie” punkową publiczność odgrodzono drewnianym parkanem od reszty uczestników festiwalu. W 1984 szeregi zespołu opuścił „Kucharz”, a na jego miejsce dołączył gitarzysta Sławomir Celej. Do zespołu dołączył również basista Dariusz „Maju” Maj. W czteroosobowym składzie Sedes zaprezentował się m.in. po raz kolejny szerokiej widowni w Jarocinie. W 1985 drogi muzyków rozeszły się – „Kajtek” i „Celej” utworzyli grupę Program 3.
W 1991 „Młody” reaktywował Sedes z całkiem nowymi muzykami: gitarzystą Wojciechem Maciejewskim, basistą Dariuszem „Parą” Paraszczukiem oraz perkusistą Dariuszem „Rudym” Wieczorkiem. Latem 1992 pojawili się ponownie na jarocińskim festiwalu, a następnie dokonali pierwszych nagrań demo, które zostały wydane na albumie Wszyscy pokutujemy. Jesienią Sedes zagrał wraz z zespołem Defekt Muzgó trasę złożoną z kilkudziesięciu koncertów pod patronatem Wielkiej Orkiestry Świątecznej Pomocy co udokumentowała wydana później ich wspólna płyta koncertowa Sedes Muzgó – Live.
W 1993 ukazał się nagrany w studiu przy udziale zaproszonej publiczności album Live. W listopadzie tego samego roku na rynku pojawił się premierowy materiał pt. K.... jego mać. W tym czasie z grupy został usunięty Dariusz Paraszczuk. Jego funkcję przejął „Młody” i jako trio Sedes nagrał kolejną płytę Sraka praptaka, która wyszła w 1995. W 1996 na skutek wewnętrznych tarć personalnych zespół ograniczył działalność koncertową i nagrał kolejny materiał wydany w 1997 jako Delirium.
W 2004 ukazał się retrospektywny album Lekcja historii na którego publikację złożyły się utwory znane z wcześniejszych płyt, a także niepublikowane nagrania z sesji która miała stanowić ponowną rejestrację albumu Wszyscy Pokutujemy. W 2005 „Rudego” zastąpił Waldemar „Valdi” Ogrodniczak. W lipcu 2006 do zespołu jako drugi gitarzysta dołączył Sławomir „Płetwa” Trocha (ex–Sajgon) i grał do 2007 roku, W tym czasie do zespołu powrócił „Rudy”. Na przełomie 2011/2012 współpracował też jako basista z Defektem Muzgó.
Od 2009 „Młody” jest główną postacią grupy OFFreason, którą założył m.in. z perkusistą Dariuszem „Rudym” Wieczorkiem.

## Muzycy

### Obecny skład zespołu
- Jan „Młody” Siepiela – śpiew, gitara basowa (od 1980)
- Wojciech Maciejewski – gitara (od 1991)
- Dariusz „Rudy” Wieczorek – perkusja (1991–2005; od 2007)

### Byli członkowie zespołu
- Mirosław „Kufel” Wesołowski – gitara basowa (1980)
- Adam „Kucharz” Zalewski – gitara (1980–1984)
- Mariusz „Kajtek” Janiak – perkusja (1980–1985)
- Jacek „Bomers” Bomersbach – wokal 1980–1982
- Sławomir Celej – gitara (1984–1985)
- Dariusz „Maju” Maj – gitara basowa (1984–1985)
- Dariusz „Para Wino” Paraszczuk – gitara basowa (1991–1994)
- Waldemar „Valdi” Ogrodniczak – perkusja (2005–2006)
- Sławomir „Płetwa” Trocha – gitara (2006–2007)

## Dyskografia

### Albumy studyjne
- 1992: Wszyscy pokutujemy
- 1993: K.... jego mać
- 1995: Sraka praptaka
- 1997: Delirium

### Albumy koncertowe
- 1993: Live
- 1993:Sedes Muzgó – Live (wspólnie z zespołem Defekt Muzgó)

### Albumy kompilacyjne
- 2004: Lekcja historii